# Кубок Швейцарії з футболу 1943—1944
19-й розіграш Кубка Швейцарії, що проводився з 7 вересня 1943 по 10 квітня 1944 року. Переможцем став клуб «Лозанна».

## 3-й кваліфікаційний раунд
| Команда 1              | Рахунок   | Команда 2             |
| ---------------------- | --------- | --------------------- |
| 07.11.1943, 14:30      |           |                       |
| Альштеттен             | 0:1       | Цуг                   |
| Амікаль Абаттор Женева | 0:5       | Фрібур                |
| Беллінцона             | 4:0       | Локарно               |
| К'яссо                 | 3:0       | Про Даро Беллінцона   |
| Конкордія Івердон      | 1:2       | Інтарнесіональ Женева |
| Ельветія Берн          | 0:2       | Лерхенфельд           |
| Кіккерс Люцерн         | 3:1       | Адлішвіль             |
| Лангенталь             | 0:1       | Берн                  |
| Лауфен                 | 1:3       | Біршвельден           |
| Ле Локль-Спортс        | 0:3       | Уранія Женева Спорт   |
| Монтре-Спортс          | 3:2       | Расінг Лозанна        |
| Рюті                   | 2:4 (д.ч) | Брюль                 |
| Золотурн               | 0:3       | Аарау                 |
| Стад Ньйон             | 2:3       | Веве                  |
| Вінтертур              | 3:2       | Фройнфельд            |
| Цофінген               | 4:7 (д.ч) | Греніхен              |
| 14.11.1943, 14:30      |           |                       |
| Шефтланд               | 0:2       | Мутьє                 |
| 12.12.1943, 14:30      |           |                       |
| Нордштерн Базель       | 1:0       | Кляйгюнінґен          |

## 1/16 фіналу
| Команда 1           | Рахунок   | Команда 2             |
| ------------------- | --------- | --------------------- |
| 26.12.1943, 14:30   |           |                       |
| Базель              | 4:1       | Нордштерн Базель      |
| Беллінцона          | 1:0       | Лугано                |
| Берн                | 1:4       | Янг Бойз              |
| Брюль               | 0:2       | Санкт-Галлен          |
| Фрібур              | 2:0       | Аарау                 |
| Грассгоппер Цюрих   | 4:0       | Біршвельден           |
| Гренхен             | 6:1       | Греніхен              |
| Кіккерс Люцерн      | 1:4       | К'яссо                |
| Лерхенфельд         | 0:2       | Біль-Б'єнн            |
| Лозанна-Спорт       | 2:0       | Інтернасьональ Женева |
| Люцерн              | 1:0       | Вінтертур             |
| Монтре-Спортс       | 1:5       | Ла Шо-де-Фон          |
| Мутьє               | 1:3 (д.ч) | Янг Фелловз Цюрих     |
| Цюрих               | 2:0       | Цуг                   |
| Кантональ Невшатель | 1:1 (д.ч) | Веве                  |
| Серветт             | 1:1 (д.ч) | Уранія Женева Спорт   |

### Перегравання
| Команда 1           | Рахунок | Команда 2           |
| ------------------- | ------- | ------------------- |
| 02.01.1944, 14:30   |         |                     |
| Веве                | 2:0     | Кантональ Невшатель |
| Уранія Женева Спорт | 0:3     | Серветт             |

## 1/8 фіналу
| Команда 1         | Рахунок   | Команда 2     |
| ----------------- | --------- | ------------- |
| 06.01.1944, 14:30 |           |               |
| Беллінцона        | 3:1       | К'яссо        |
| 09.01.1944, 14:30 |           |               |
| Базель            | 6:2       | Санкт-Галлен  |
| Гренхен           | 1:0       | Ла Шо-де-Фон  |
| Серветт           | 8:1       | Фрібур        |
| Веве              | 0:2       | Лозанна-Спорт |
| Янг Фелловз Цюрих | 1:2       | Біль-Б'єнн    |
| Грассгоппер       | 1:1 (д.ч) | Цюрих         |
| Люцерн            | 1:1 (д.ч) | Янг Бойз      |

### Перегравання
| Команда 1         | Рахунок | Команда 2   |
| ----------------- | ------- | ----------- |
| 23.01.1944, 14:30 |         |             |
| Янг Бойз          | 3:0     | Люцерн      |
| Цюрих             | 1:0     | Грассгоппер |

## Чвертьфінали
| Команда 1         | Рахунок   | Команда 2  |
| ----------------- | --------- | ---------- |
| 28.02.1944, 14:30 |           |            |
| Базель            | 5:1       | Янг Бойз   |
| Лозанна-Спорт     | 3:2       | Серветт    |
| Цюрих             | 1:0       | Беллінцона |
| Біль-Б'єнн        | 1:1 (д.ч) | Гренхен    |

### Перегравання
| Команда 1         | Рахунок | Команда 2  |
| ----------------- | ------- | ---------- |
| 27.02.1944, 14:30 |         |            |
| Гренхен           | 0:1     | Біль-Б'єнн |

## Півфінали
| Команда 1         | Рахунок | Команда 2 |
| ----------------- | ------- | --------- |
| 12.03.1944, 14:30 |         |           |
| Біль-Б'єнн        | 0:1     | Базель    |
| Лозанна-Спорт     | 1:0     | Цюрих     |

## Фінал
Фінальний матч був зіграний 10 квітня 1944 на стадіоні Ванкдорф у Берні.
| Команда 1         | Рахунок | Команда 2 |
| ----------------- | ------- | --------- |
| 10.04.1944, 15:00 |         |           |
| Лозанна-Спорт     | 3:0     | Базель    |